# Asplenium mitsutae
Asplenium mitsutae är en svartbräkenväxtart som beskrevs av Ronald Louis Leo Viane och Reichst. Asplenium mitsutae ingår i släktet Asplenium och familjen Aspleniaceae. Inga underarter finns listade.